# Хосе Кадальсо

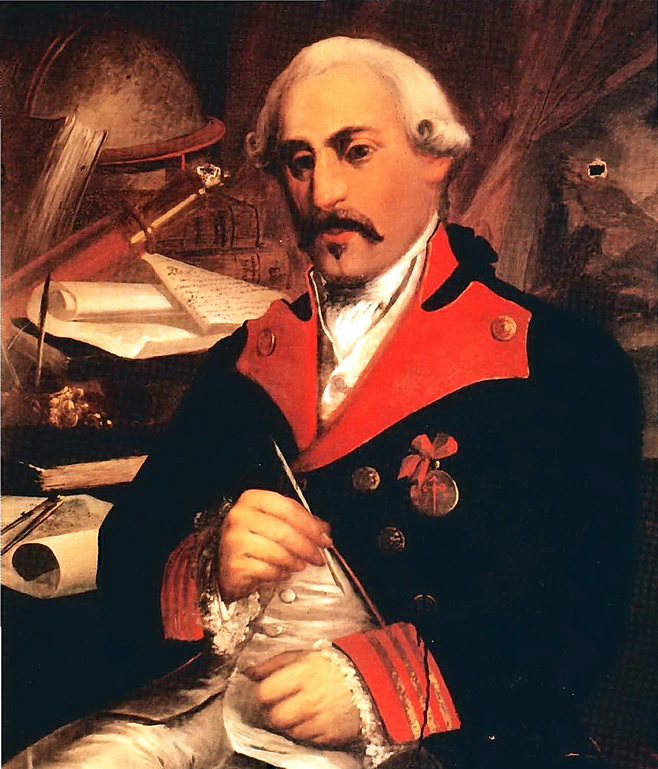
Хосе Кадалсо

Хосе де Кадальсо-і-Васкес (Кадіс, 1741 — Гібралтар, 1782) — іспанець, полковник іспанської королівської армії, письменник, поет, драматург і есеїст, один із канонічних творців літератури іспанського Просвітництва.

## З біографії
До свого двадцятиріччя Кадальсо подорожував Італією, Німеччиною, Англією, Францією та Португалією, вивчав історію та літературу цих країн. Після повернення до Іспанії він пішов до армії та дослужився до звання полковника.
Кадальсо був втіленням ідеалу Просвітництва «hombre de bien», освіченого та всебічно розвиненого громадянина, чиї численні інтереси могли бути використані для покращення суспільства. Він був центральною фігурою в літературному ландшафті Іспанії вісімнадцятого століття, особливо в тертуліях, що проводилися у Fonda de San Sebastián. Він вплинув на низку іспанських авторів, серед них не в останню чергу на молодого та талановитого Хуана Мелендеса Вальдеса.
Його першим опублікованим твором була трагедія у віршах «Дон Санчо Гарсія, Конде де Кастілья» (1771). У 1772 році він опублікував комерційно успішну прозову сатиру «Los Eruditos a la Violeta»,  про одержимість поверхневими знаннями та видимість ерудиції. У 1773 році з’явився збірник різноманітних віршів «Ocios de mi juventud».
Кадальсо найбільш відомий своїм епістолярним романом «Cartas marruecas», опублікованим посмертно в «Correo de Madrid» у 1789 році та окремою книгою в 1793 році. «Cartas marruecas» часто порівнювали з романом «Lettres Persanes» Монтеск’є (1689–1755) («Перські листи», 1721), хоча насправді обидва твори відображали захоплення того періоду епістолярним оповіданням. «Cartas Marruecas» і «Noches lúgubres» часто вважаються його найкращими роботами, хоча стилістично та тематично вони відрізняються.
У той час як «Cartas marruecas» — це раціональне багатоперспективне дослідження іспанського суспільства очима молодого марокканця, «Noches lúgubres» («Скорботні ночі») — це короткий прозовий твір, який публікувався з 1789 по 1790 в журналі «El correo de Madrid», зосереджений на бажанні скорботного головного героя викопати свою мертву кохану. Останній твір був натхненний смертю його близької подруги, актриси Марії Ігнасії Ібаньєс (1745 – квітень 1771, 26 років), коли Кадальсо з любов'ю тримав її помираюче тіло.
Цей твір, разом із низкою тужних ліричних композицій Кадальсо, вважаються попередниками романтизму в Іспанії, навіть якщо їх не розглядати як романтичні самі по собі. Його твори були видані в Мадриді в 3 томах 1823 року. Видання було доповнено «Obras inéditas» (Париж, 1894), опублікованим Р. Фулч-Дельбоском. 
Кадальсо був убитий під час Великої облоги Гібралтару 27 лютого 1782 року, лише через 15 днів після того, як отримав звання полковника. Його могила знаходиться в церкві Святої Марії Коронованої в Сан-Роке.